# Rhinogobius bucculentus
Rhinogobius bucculentus és una espècie de peix de la família dels gòbids i de l'ordre dels perciformes.

## Morfologia
- Els mascles poden assolir 6,2 cm de longitud total.[3][4]

## Hàbitat
És un peix d'aigua dolça i de clima tropical.

## Distribució geogràfica
Es troba a Àsia: les Filipines.

## Observacions
És inofensiu per als humans.